# Lycomorpha tenumargo
Lycomorpha tenumargo är en fjärilsart som beskrevs av Holland 1903. Lycomorpha tenumargo ingår i släktet Lycomorpha och familjen björnspinnare. Inga underarter finns listade i Catalogue of Life.